# Cruz de Boët
La Cruz de Boët (en francés: Croix de Boët) es una cruz monumental cubierta situada a la salida del pueblo de Pernes-les-Fontaines, en la carretera Carpentras en el departamento de Vaucluse y la región de Provenza-Alpes-Côte d'Azur en Francia. La Cruz de Boet es uno de los das últimos cruces cubiertos todavía visibles en la Provenza, junto con la de Beaucaire en el Gard. Se trata de una cruz conmemorativa, de un evento del 13 de mayo de 1433. Pierre Boet entonces primer mandatario de Pernes-les-Fontaines, entregó las llaves de la ciudad al cardenal de Foix, el recién nombrado legado pontificio, mientras que la ciudad de Aviñón, se negó a hacer lo mismo. 
En el siglo XVIII la cruz se convierte en propiedad de los Marqueses de Jocas. Durante la Revolución Francesa, el edificio fue condenado a la destrucción, a raíz de una decisión en 1794. La cruz original fue reemplazada. Hoy, una nueva cruz ha tomado el lugar de la antigua. La Cruz de Boet está clasificada como monumento histórico desde el 29 de julio de 1961.